# (6322) 1991 CQ
1991 سي كيو (ويعرف أيضًا باسم (6322) 1991 سي كيو وفق تسمية الكوكب الصغير) (بالإنجليزية: 1991 CQ)‏ هو كويكب ضمن حزام الكويكبات؛ وترتيبه 6322 من حيث الاكتشاف.
اكتُشف هذا الجُرم الفلكي بواسطة روبرت إتش ماكنوت في 10 فبراير 1991.

## وصلات خارجية
- (6322) 1991 CQ في قاعدة بيانات مختبر الدفع النفاث لأجرام النظام الشمسي الصغيرة

- الاكتشاف · مخطط المدار ·  العناصر المدارية · المعلمات المادية

- (6322) 1991 CQ على موقع ويكي سكاي: DSS2, SDSS, GALEX, IRAS, Hydrogen α, X-Ray, Astrophoto, Sky Map, Articles and images